# 灘坂舞
灘坂 舞（なださか まい、1988年3月23日 - ）は、日本の元AV女優、元ストリッパー。有限会社アイナ所属。
趣味：ピアノ、特技：料理。

## 略歴
北海道出身。バストは小学校3年の頃から膨らみ、中学校1年の時にはIカップまで成長した。2006年、週刊ヤングサンデーのグラビアアイドルオーディション企画・YS乙女学院で初登場、Jカップ110cmのバストでデビューした。
その後着エロ系イメージビデオをリリースする。
2007年3月にヘアヌードを披露、2007年5月に『New Comer』でAVデビューした。当初はビデ倫メーカーマックス・エーとセルビデオメーカーマキシングの2社専属女優だった。
2007年スーパーぷるるん選手権（ヤングジャンプ）2回戦に出場した。
2008年8月、ストリップ劇場TSミュージックにて、ストリッパーとしてデビューした。

## 出演作品

### アダルトビデオ
2007年
- New Comer（5月18日、マックス・エー）
- MAX GIRLS 完全撮り下ろし! イキまくり7人スペシャル（5月18日、マックス・エー）他出演:柚木ティナ、北原多香子、佐藤ローラ、恋小夜、原更紗、若菜ひかる
- グラビアアイドル（6月16日、マキシング）
- MAX GIRLS 特大号（7月13日、マックス・エー）他出演:柚木ティナ、北原多香子、恋小夜、佐藤ローラ、原更紗、長瀬茜
- PUFF PUFF（7月27日、マックス・エー）
- Virtual Mai!（8月16日、マキシング）
- 不法侵乳24（9月14日、マックス・エー）
- MAX GIRLS 過激に可憐にヌレまくり!!（9月14日、マックス・エー）他出演:北原多香子、原更紗、小泉梨菜、ほしのみゆ、長瀬茜、佐藤ローラ、キヨミジュン
- 乳恋リアルおっぱい ハミ巨乳家庭教師編（10月16日、マキシング）
- 挑発Jカップ 責めまくりFUCK（11月9日、マックス・エー）
- MAXING-TV（12月16日、マキシング）

2008年
- 教えてティーチャー（1月11日、マックス・エー）
- MAX GIRLS 1 The golden age（1月11日、マックス・エー）他出演:小泉梨菜、吉崎直緒、Rio（柚木ティナ）、原更紗、長瀬茜、キヨミジュン、篠崎ミサ
- 爆乳アイドル♥潮吹き徹底イカセ（2月16日、マキシング）
- 制服狩り（3月14日、マックス・エー）
- MAX GIRLS 3（3月14日、マックス・エー）他出演:彩音リカ、篠崎ミサ、北原多香子、小泉梨菜、希志あいの、くるみひな
- ムチムチッ! 巨乳だけでイイ!（4月16日、マキシング）
- 驚異の爆乳 MOODYZデビュー Jcup103cm（5月13日、MOODYZ）
- ハイパーデジタルモザイク Vol.081（6月13日、MOODYZ）
- 女教師 レイプ 輪姦（7月13日、MOODYZ）
- 超爆乳ボディSPECIAL（8月13日、MOODYZ）共演:櫻井ゆうこ、秋川ルイ、水森れん
- ドリームウーマンVol.67（9月13日、MOODYZ）
- 露出 調教 輪姦（10月13日、MOODYZ）
- 聖水おもらしFUCK（11月13日、MOODYZ）
- 童貞狩り ごっくん大好きボインお姉さん（12月13日、MOODYZ）

2009年
- 103cm Jcup（1月19日、OPPAI ［おっぱい］）
- 追憶の二重奏（2月7日、アタッカーズ）
- ザーメン500連発の洗礼（3月25日、ダスッ!）
- 夫の目の前で犯されて 転落の保険外交員（4月7日、アタッカーズ）
- 貞操帯の女9（5月7日、アタッカーズ）
- 黒ストッキング女子社員（9月11日、TMA）オムニバス作品
- スパッツアスリートしか見たくない! 4時間（9月18日、TMA）オムニバス作品
- 女体公開連続アクメ 第十幕 公開連続アクメ実験ショー（9月19日、アイエナジー）
- 女教師 中出し20連発（10月8日、アイエナジー）
- 人妻中出し哀願 密約情事 ［其ノ十一］ まい（10月23日、青空ソフト）
- 麻薬捜査官 ヤク漬け膣痙攣（11月5日、アイエナジー）
- NON STOP ORGASM ポルチオエンドルフィン 灘坂舞 羞恥敏感（11月20日、クリスタル映像）
- 黒ストッキング女子社員 MANIAX（11月27日、TMA）オムニバス作品
- 涼宮ハヒルの憂鬱 七夕ラプソディ（11月27日、TMA）
- 競泳水着 LOVERS（12月11日、TMA）
- ハルシオンレイプ file01（12月18日、グレイズ）
- 灘坂舞のソープしちゃうぞ（12月18日、クリスタル映像）

2010年
- 私を今夜泊めて下さい（1月21日、SODクリエイト）
- 教師と生徒の逆転関係!禁断レズ学園 3（2月18日、ディープス）共演:鷹宮りょう
- ボイン大好きしょう太くんのHなイタズラ（3月4日、グローリークエスト）
- 誘惑巨乳家庭教師 1番は性欲のために、2番も性欲のために…という状況（3月5日、ドリームチケット）
- 競泳水着 ローション 尻コキ（4月1日、Fetishist/妄想族）他出演:花井メイサ、篠めぐみ、海馬ゆう、みづなれい、紗奈、あのあるる、小泉梨菜、水城奈緒、浅香ゆき
- 乳首の弱いカノジョと僕が、互いに乳首を責めあいました。3 撮り下ろし×全11編（4月15日、ワープエンタテインメント）他出演:RUMIKA、井川ゆい、篠めぐみ、茉莉花、竹内結、紗奈、月島うさぎ、神崎レオナ、桐原あずさ
- 淫語オナホールコキ（5月1日、Fetishist/妄想族）他出演:花井メイサ、大塚咲、青木りん、森ななこ、月野りさ、伊東菜々

### オリジナルビデオ
- くノ一妖艶伝 楓（2007年6月22日、ジャンクフィルム）共演:今野由愛、佐倉美代子
- 童貞Haaaan!!!（2008年6月5日、シネポップ）共演：吉岡睦夫、谷口卓嗣、神門駿
- パチスロ設定師 エリカ（2008年9月26日、シネポップ）共演:黒川達志、福天

### イメージビデオ
- 官能驚乳（2006年9月29日、ぶんか社）
- 総天然乳（2007年3月7日、ベガファクトリー）
- B子の真実（2007年4月27日、彩文館出版）
- 裸体（2007年8月3日、シャッフル）
- Big & Beauty（2008年7月29日、オルスタックピクチャーズ）
- 爆乳デカップ No.3（2008年9月4日、メディア・クライス）他出演：松金洋子、楓絵梨子、沢地優佳、五ノ井ひかり、松田亜由那
- X時間 エクスタシー 18（2008年9月13日、ゴマブックス）
- 爆乳デカップNo.4（2008年10月9日、メディア・クライス）他出演:一色雅、楓江梨子、灘坂舞、杏美月、佐藤かおり

### トレカ
- AVCジューシーハニーBIG&BEAUTY 青山菜々&灘坂舞（2008年7月12日 株式会社ミント）

### 写真集
- 非行少女B子（2006年12月、彩文館出版、撮影：BOB）ISBN 978-4775601709
- むにゅっ!（2007年4月、リイド社、撮影：小林旭日）ISBN 978-4845833146

## 出演

### テレビ
- すすきの天国 よるたま7（2007 - 2008年、テレビ北海道）コーナーレギュラー

「北海道"うまいっしょリポート"なまらっ!!満腹女神」（※MAN-ZOKUディーバとして）

## その他
- MAN-ZOKUディーバ第3期メンバー
- YS乙女学院メンバー
- Bejean白娘隊（GTO）